# Rukum (huyện)
Rukum (tiếng Nepal:रुकुम) là một huyện thuộc khu Rapti, vùng Trung Tây Nepal, Nepal. Huyện này có diện tích 2877 km², dân số thời điểm năm 2001 là 188438 người.

## Dân số
Biến động dân số giai đoạn 1952-2001:
| Năm    | 1971  | 1981   | 1991   | 2001   |
| ------ | ----- | ------ | ------ | ------ |
| Dân số | 96243 | 132432 | 153554 | 188438 |